# Allée couverte

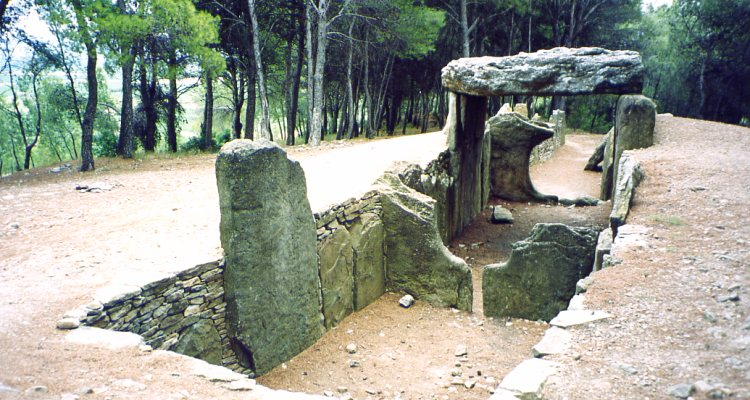
Dolmen à couloir large du Morrel dos Fados, Aude, France.

Une allée couverte est un type particulier de dolmen. Les distinctions entre dolmen long, allée couverte et allée sépulcrale sont parfois difficiles du fait de la continuité d'évolution entre les trois formes standard.
Les allées couvertes les plus représentatives se trouvent en Bretagne, en Île-de-France et en Aquitaine. Elles ont été, pour une grande majorité, construites au Néolithique final, et au Chalcolithique. 

## Définitions
L'allée couverte est un dolmen démesurément long composé d'une chambre unique. Son plan correspond à celui d'un long couloir. L'allée couverte est extrêmement longue, alors que sa largeur et sa hauteur de voûte sont faibles. Selon Jean L'Helgouach, l'allée couverte est généralement divisée en deux parties d'inégales longueurs par une dalle transversale séparant la chambre (cella) de l'anti-chambre (antecella). L'antichambre ne peut être plus haute que la chambre. L'entrée est toujours située dans l'axe du monument. Comme tout dolmen, les parois latérales sont délimitées par des orthostates. Selon la longueur totale de l'édifice, l'allée est recouverte de une à plusieurs tables horizontales. 
Les allées couvertes présentent parfois des caractéristiques locales particulières :
- les allées d'Aquitaine[2] : elles assurent la transition entre les dolmens à couloir et les allées classiques. La largeur de la chambre tend à se réduire du chevet vers l'entrée donnant à l'ensemble une forme oblongue, tel un trapèze étiré. Dans le même temps, la hauteur des orthostates latéraux se réduit de l'arrière vers l'avant de manière plus ou moins importante. Cette réduction de la hauteur s'accompagne d'un emploi de dalles décroissantes en volume. Les longueurs observées oscillent entre 6 m et 9,50 m pour une largeur moyenne atteignant 1 m[1].

- les allées girondines : cette appellation a été proposée par Marc Devignes pour désigner des allées couvertes où la largeur et la hauteur restent constantes tout au long de l'allée et pour lesquelles le sol n'a pas été creusé. Généralement, les allées girondines se caractérisent par une hauteur sous plafond plus basse (1 m à 1,50 m). Leur longueur est très variable, comprise entre 8 m et 15 m. Elles sont construites selon des orientations très variables[1].

L'expression allée sépulcrale ou allée funéraire a été employée dès le XIXe siècle pour désigner des fosses rectangulaires, délimitées par des pierres dressées et souvent non couvertes ou partiellement couvertes. On peut employer ce terme particulièrement lorsque l'allée est encavée, et dans tous les cas où sa fonction funéraire est attestée. L'exemple typique d'allée sépulcrale est le monument mégalithique de la Cave aux Fées à Brueil-en-Vexin.

## Abus taxinomique
Dans le Languedoc, certains très longs dolmens à couloir dépassant 15 mètres de longueur (dolmens du Morrel dos Fados ou de Saint-Eugène) étaient autrefois classés parmi les « allées-couvertes ». Jean Guilaine a démontré que ce ne sont pas de véritables allées couvertes car leur description architecturale ne correspond pas exactement à la définition communément admise :
1. l'antichambre est plus étroite que la chambre ;
2. une seule table de couverture recouvre la chambre ;
3. le tumulus est le plus souvent rond alors qu'il est ovale dans les allées couvertes.

Il convient donc dans le cas des dolmens de l'Aude et du Roussillon de les qualifier de dolmens à couloir large.